# Duggingen
Duggingen es una comuna suiza del cantón de Basilea-Campiña, situada en el distrito de Laufen. Limita al norte con la comuna de Dornach (SO), al este con Hochwald (SO) y Seewen (SO), al sureste con Himmelried (SO), al suroeste con Grellingen, y al oeste con Pfeffingen y Aesch.